# Jorge Huneeus Zegers
Jorge Segundo Huneeus Zegers (Santiago, 28 de octubre de 1835-ibídem, 21 de mayo de 1889) fue un abogado y político chileno. 

## Biografía

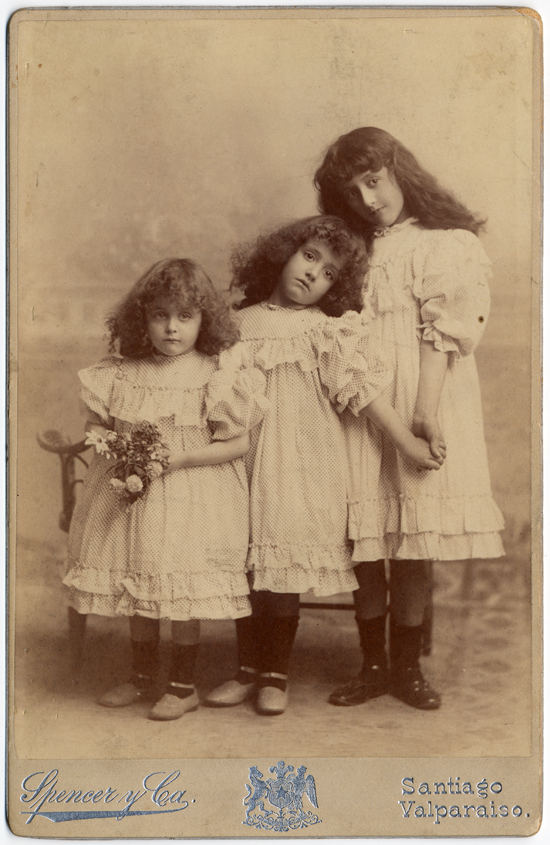
Domitila, Victoria y Ana Huneeus Gana

Hijo de Jorge Huneeus Lipmann —ciudadano alemán, oriundo de Bremen— y de la compositora Isidora Zegers —viuda del coronel británico Guillermo Tupper—, hizo sus estudios secundarios en el Instituto Nacional, donde haría clases de matemáticas y humanidades mientras seguía Leyes en la Escuela de Derecho de la Universidad de Chile. Juró como abogado el 27 de diciembre de 1858, profesión que ejerció, así como la enseñanza y la política.
Se casó primero con Micaela Amstrong Gana, pero enviudó joven; con su segunda esposa, Domitila Gana Cruz, tuvo siete hijos: Jorge, Antonio, Domitila, Francisco, Roberto, Victoria y Ana. Sus sobrinos Eduardo Phillips Huneeus y Luis Phillips Huneeus, también se dedicaron a la política. 

### Actividades públicas
Entre 1859 y 1860 fue relator suplente de la Corte Suprema y luego, juez de Letras suplente de Santiago. En 1861 fue nombrado profesor de Derecho Constitucional y Administrativo en la Universidad de Chile, cátedra que desempeñó hasta el fin de sus días (El héroe naval y abogado Arturo Prat, fue su alumno en las clases de Derecho Constitucional).
Su primer escaño en la Cámara Baja fue como suplente por Chillán y San Carlos (1861-1864) y en el siguiente periodo, por Ancud, Quinchao y Castro (1864-1867); en 1873, ya como propietario, pasó a representar a La Serena y en 1876 a Elqui, por cuatro legislaturas consecutivas, hasta 1888, cuando fue elegido al Senado por Atacama.

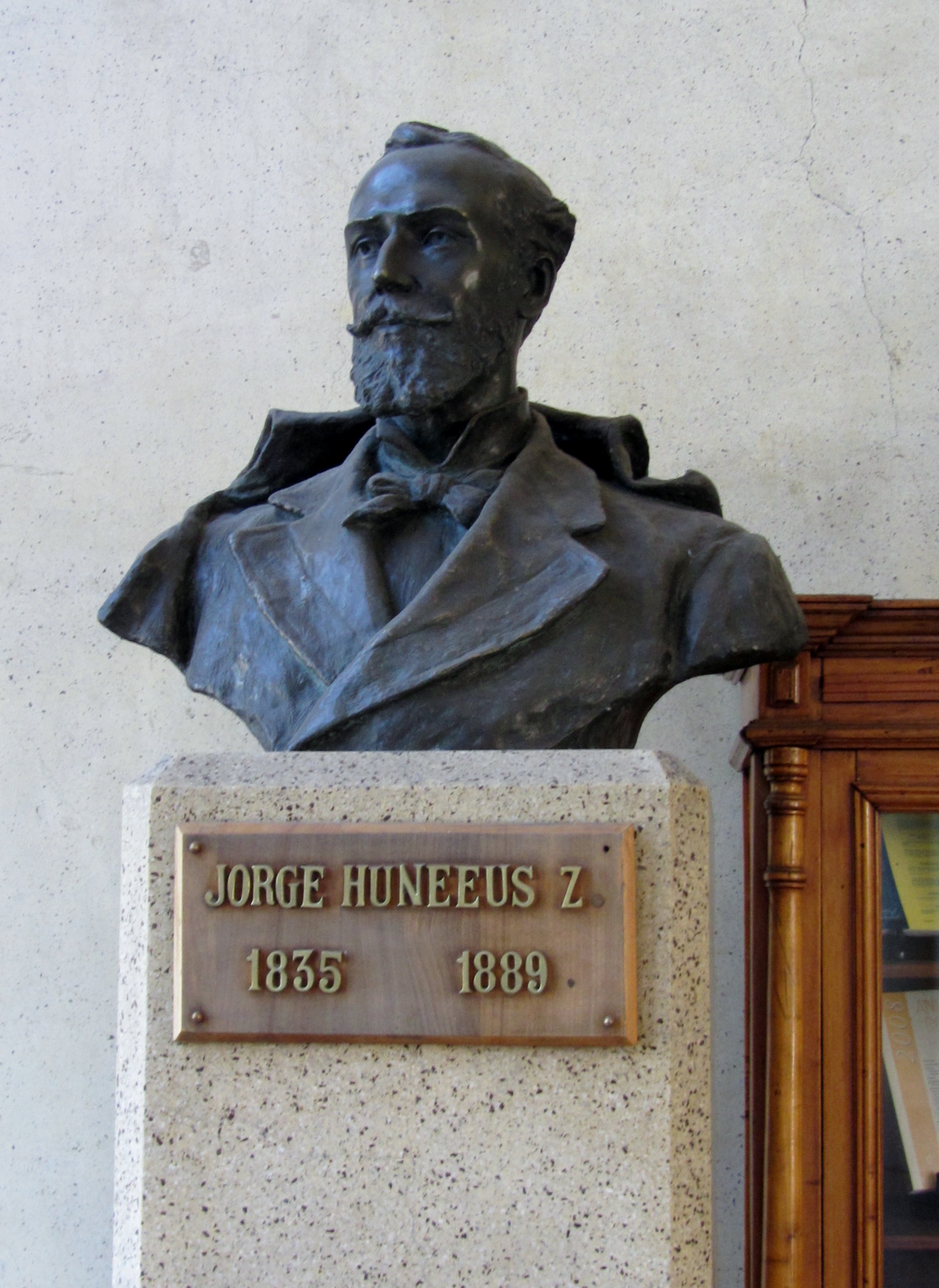
Busto de Huneeus en la Escuela de Derecho

Bajo el gobierno de José Joaquín Pérez fue nombrado ministro plenipotenciario ad hoc en mayo de 1870 con el fin de ajustar con Austria-Hungría un tratado de amistad, comercio y navegación; esta misión le valió que el emperador lo honrara con la Orden de Francisco José en el grado de Comendador de la Estrella. En 1873, el presidente Federico Errázuriz Zañartu, lo llamó a tomar parte en los trabajos de las comisiones revisoras del Código de Organización y Atribución de los Tribunales de Justicia y del de Enjuiciamiento Civil.  
Fue ministro de Justicia, Culto e Instrucción Pública bajo Aníbal Pinto, del 17 de abril al 20 de agosto de 1879, función en la que dio a conocer a la ciudadanía de Santiago a las 9 de la mañana del 23 o 24 de mayo, desde las puertas del Palacio de La Moneda, la noticia del combate naval de Iquique; paralelamente, fue ministro subrogante de Relaciones Exteriores y Colonización (20 de junio al 20 de agosto). 
Sucedió a Ignacio Domeyko en 1883 como rector de la Universidad de Chile, mandato que le fue renovado en 1887, pero no alcanzó a terminarlo, pues renunció al año siguiente debido a discrepancias con el presidente José Manuel Balmaceda. 
A partir de 1885 ocupó hasta su muerte el sillón número 6 de la Academia Chilena de la Lengua. Falleció el 21 de mayo de 1889 a causa de un derrame cerebral en su mansión de la calle Catedral, ubicado frente al edificio donde tenía su sede Congreso Nacional.
Su nombre lo llevan un pasaje peatonal que une las calles Catedral y Bandera en Santiago, así como una calle (pasaje) en La Pintana, y varias instituciones, por ejemplo, un colegio en esta última comuna.

## Libros
- La constitución ante el Congreso, 1880
- "Estudio del Derecho Constitucional Comparado, 1884

| Predecesor: Ignacio Domeyko    | Rector de la Universidad de Chile 1883-1888                 | Sucesor: José Ignacio Vergara     |
| Predecesor: Joaquín Blest Gana | Ministro de Justicia, Culto e Instrucción Pública 1879-1880 | Sucesor: José Antonio Gandarillas |